# Tongruben bei Niederprüm
Koordinaten: 50° 11′ 28″ N, 6° 24′ 23″ O
Das Naturschutzgebiet Tongruben bei Niederprüm liegt im Eifelkreis Bitburg-Prüm in Rheinland-Pfalz. Das etwa 3,5 ha große Gebiet, das im Jahr 1987 unter Naturschutz gestellt wurde, erstreckt sich südwestlich von Niederprüm, einem Stadtteil von Prüm. Unweit westlich des Gebietes verläuft die B 410 und fließt die Prüm, östlich verläuft die B 51.
Schutzzweck ist die Erhaltung, Sicherung und Entwicklung der ehemaligen Tongruben und deren Umland als Sekundärlebensraum für zahlreiche, seltene, bestandsbedrohte wildlebende Tier- und wildwachsende Pflanzenarten und deren Lebensgemeinschaften, insbesondere an offene Stillwasserflächen angepassten Biozönosen.